# Jesse Slocumb
Jesse Slocumb (* 1780 in Spring Bank, Wayne County, North Carolina; † 20. Dezember 1820 in Washington, D.C.) war ein US-amerikanischer Politiker. Zwischen 1817 und 1820 vertrat er den Bundesstaat North Carolina im US-Repräsentantenhaus.

## Werdegang
Jesse Slocumb besuchte die Schulen seiner Heimat und betätigte sich danach in der Landwirtschaft als Pflanzer. Außerdem bekleidete er verschiedene lokale Ämter. Zwischen 1802 und 1808 war er Grundbuchbeamter (Register of Deeds) in seinem Heimatbezirk. Politisch war Slocumb Mitglied der von Alexander Hamilton gegründeten Föderalistischen Partei.
Bei den Kongresswahlen des Jahres 1816 wurde er im vierten Wahlbezirk von North Carolina in das US-Repräsentantenhaus in Washington gewählt, wo er am 4. März 1817 die Nachfolge von William J. Gaston antrat. Nach einer Wiederwahl konnte er bis zu seinem Tod am 20. Dezember 1820 im Kongress verbleiben. Er starb an einer Rippenfellentzündung, die er sich auf einer Reise zurück in die Bundeshauptstadt zugezogen hatte.